# Kim Nguyen

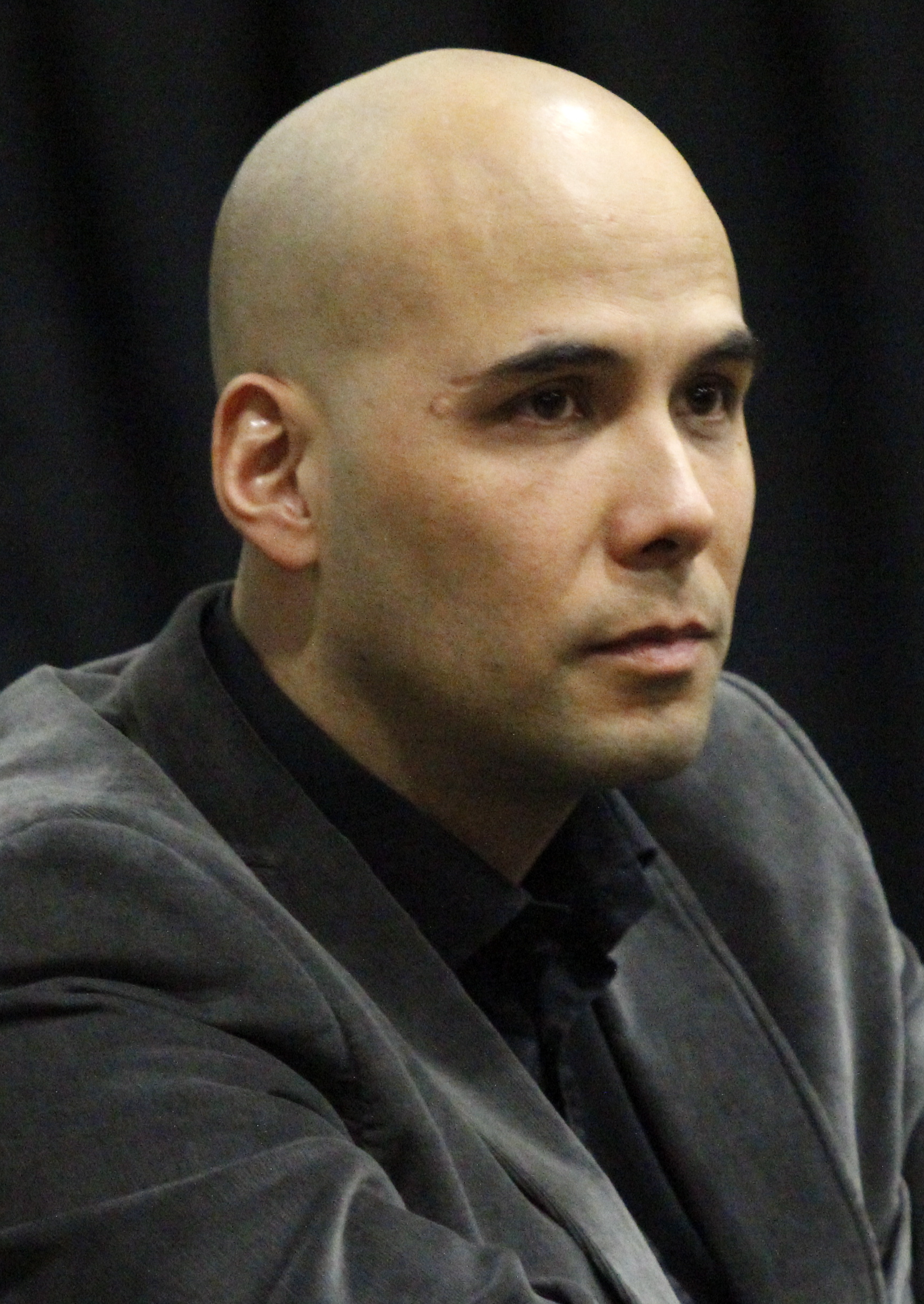
Kim Nguyen

Kim Nguyen (* 1974 in Montreal, Québec) ist ein kanadischer Filmregisseur, Drehbuchautor und Filmproduzent.

## Leben und Ausbildung
Nguyen wurde als Sohn eines vietnamesischen Vaters (Hung Nguyen, ein Ingenieur) und einer Mutter (Louise Bérubé d'Amqui) aus Québec geboren. Er studierte Film an der Concordia University und erwarb einen Master an der Universität Montreal in Kinematographie. Aufgrund seiner Faszination für das Schreiben von Drehbüchern absolvierte er zusätzlich eine Ausbildung zum Drehbuchautor und vertiefte sein Wissen über Standard- und Digitalfotografie. Nguyen lehrte Filmkunst und Drehbuch am Institut de création artistique et de recherche en infographie (ICARI) in Montreal und gründete seine eigene Produktionsfirma, Shen Productions, die ihm die Möglichkeit bot, die digitalen Methoden der Bildmanipulation und Postproduktion näher zu erforschen.

## Karriere
Im Jahr 1997 feierte Nguyen sein Regiedebüt mit dem Kurzfilm La route und verfasste zudem das Drehbuch dazu. Es folgten weitere Filme, die er produzierte und für die er die Geschichte schrieb. Sein Spielfilmdebüt gab Nguyen 2002 mit Le Marais, von ihm zusammen mit dem Kameramann Daniel Vincelette als 35-mm-Film gedreht, für den später die Spezialeffekte durch einen Postproduktionsprozess im Keller von Nguyen digital ergänzt wurden. Der Film wurde selten außerhalb Québecs aufgeführt, erhielt aber dennoch sehr gute Kritiken. Le Marais erhielt 6 Nominierungen für den Prix Jutra, unter anderem für den Besten Film und den Besten Regisseur.  Im Jahr 2008 schrieb, realisierte und produzierte Nguyen Truffle, ein Low-Budget-Film in Schwarz-weiß und eine Hommage an die Komödien von Jacques Tati und die B-Filme der 50er Jahre.  Der Film feierte Premiere beim  Fantasia International Film Festival in Montreal und gewann Preise beim Internationalen Filmfestival Karlovy Vary und dem Fantastic Fest Austin, Texas. Das historische Drama La Cité aus 2010, geschrieben, realisiert und gemeinsam mit mehreren Koproduzenten von Nguyen produziert, konnte nicht an die Erfolge von Truffle anknüpfen. Es fiel an der Kinokasse von Québec durch und erschien anschließend in anderen Ländern sofort auf DVD. Dennoch wertete Nguyen den Film als wichtig in seiner Karriere, da er ihm, nach eigener Aussage, die Möglichkeit gab, aus seinen Fehlern zu lernen. Der in der Demokratischen Republik Kongo gedrehte Film Rebelle debütierte bei den Internationalen Filmfestspielen Berlin 2012 und wurde von Kritikern und Publikum gleichermaßen gefeiert,  wo er eine besondere Erwähnung der Jury und den Preis für die Beste Hauptdarstellerin, Rachel Mwanza, erhielt. Es folgten Auszeichnungen für die Beste Schauspielerin und den Besten Film beim Tribeca Film Festival. Sein Film Rebelle erhielt bei der Oscarverleihung 2013 eine Nominierung in der Kategorie Bester fremdsprachiger Film. Weitere Preise erhielt Nguyen für diesen Film beim Luc-Perreault / La Presse Award der Quebec Association of Film Critics für den Besten Québec Film, zehn Canadian Screen Award und acht Auszeichnungen des Prix Jutra, mit Nominierungen für den Besten Film, die Beste Regie und das Beste Drehbuch. In seiner Dokumentation Le Nez (en: The Empire of Scents) aus dem Jahr 2014, inspiriert vom Buch Papilles et Molécules von François Chartier, widmete sich Nguyen der Erkundung der Nase und dem Riechen. Der Film feierte beim Montreal International Documentary Festival (RIDM) Premiere. Für die kanadische Fernsehserie Bellevue führte Nguyen 2017 für 2 Folgen Regie.

## Filmografie (Auswahl)
- 1997: La route (Kurzfilm)
- 2000: Soleil glacé (Kurzfilm)
- 2002: Le marais
- 2004: Le gant (Kurzfilm)
- 2006: La chambre no 13 (Mini-Serie)
- 2008: Truffe
- 2010: La cité
- 2012: Rebelle
- 2012: Denis Marleau (Kurzfilm)
- 2014: Le nez (The Empire of Scents) – (Dokumentation)
- 2016: Un ours et deux amants – Rendezvous mit einem Eisbär[5]
- 2017: Bellevue
- 2017: Eye on Juliet – Im Auge der Drohne
- 2018: The Hummingbird Project

## Auszeichnungen (Auswahl)
- 2009: Fantastic Director (Truffe) – Fantastic Fest Austin, Texas
- 2009: Fresh Generation Prize (Truffe) –  Internationales Filmfestival Karlovy Vary
- 2012: Preis der Ökumenischen Jury, Besondere Erwähnung (Rebelle) – Internationale Filmfestspiele Berlin
- 2012: Publikumspreis (Rebelle) – Cambridge Film Festival
- 2012: Bester Film (Rebelle)  – Tribeca Film Festival
- 2012: New Visions Award (Rebelle) – Sitges Festival Internacional de Cinema Fantàstic de Catalunya
- 2013: Beste Regie (Rebelle) –  Prix Jutra
- 2013: Bestes Drehbuch (Rebelle) –  Prix Jutra
- 2013: Bester Regisseur (Rebelle) – Canadian Screen Award
- 2013: Bestes Originaldrehbuch (Rebelle) – Canadian Screen Award
- 2013: Bester Film (Rebelle) – Canadian Screen Award
- 2013: Vanguard Preis – Montreal International Black Film Festival